# گمینا ستارا بیاوا
گمینا ستارا بیاوا (به لهستانی:  Gmina Stara Biała) یک گمینا در لهستان است که در شهرستان پوتسک، استان ماسوویان واقع شده‌است.
 گمینا ستارا بیاوا ۱۱۱٫۱۲ کیلومتر مربع مساحت و ۱۰٬۰۴۰ نفر جمعیت دارد.